# Гана на Светском првенству у атлетици у дворани 2014.
Гана је четрнаести пут учествовала на Светском првенству у атлетици у дворани 2014. одржаном у Сопоту од 7. до 9. марта. Репрезентацију Гане представљала је једна атлетичарка, која се такмичила у трци на 60 метара.,
На овом првенству Гана није освојила ниједну медаљу нити је постигнут неки резултат.

## Учесници
Жене:
- Flings Owusu-Agyapong — 60 м

## Резултати

### Жене
| Атлетичарка           | Дисциплина | Лични рекорд | Квалификација | Квалификација | Полуфинале            | Полуфинале            | Финале                | Финале  | Детаљи |
| Атлетичарка           | Дисциплина | Лични рекорд | Резултат      | Место         | Резултат              | Место                 | Резултат              | Место   | Детаљи |
| --------------------- | ---------- | ------------ | ------------- | ------------- | --------------------- | --------------------- | --------------------- | ------- | ------ |
| Flings Owusu-Agyapong | 60 м       | 7,23         | 7,42          | 6. у гр. 4    | Није се квалификовала | Није се квалификовала | Није се квалификовала | 29 / 43 |        |